# Michel Melot
Pour les articles homonymes, voir Melot.
Michel Melot (né le 9 août 1943, à Blois) est un archiviste paléographe, conservateur des bibliothèques, essayiste, romancier et historien de l'art français.

## Biographie
Ancien élève de l’École des chartes, il est l'auteur d'une thèse intitulée L'abbaye de Fontevrault de la réforme de 1458 à nos jours : étude archéologique qui lui permet d'obtenir le diplôme d'archiviste paléographe en 1967.
Il travaille à la Bibliothèque nationale de France comme conservateur (1967-1981) puis directeur (1981-1983) du département des estampes et de la photographie. Il organise de nombreuses expositions, publie des études et est rédacteur en chef des Nouvelles de l'estampe (1971-1982).
En 1983, il prend la succession de René Fillet à la Bibliothèque publique d'information du centre Georges-Pompidou : il en est directeur de 1983 à 1989.
Auteur d'un rapport au Premier Ministre sur le projet de Très Grande Bibliothèque (Propositions pour une Grande Bibliothèque : rapport au Premier ministre, 30 novembre 1988), il joue un rôle important dans les réflexions sur la construction de la nouvelle Bibliothèque nationale. Il est par ailleurs l'auteur d'autres rapports : rapport sur la connaissance et la conservation du patrimoine photographique en France, publié en 1982 ; le rapport sur la création d’une « bibliothèque des arts », en 1990 et le rapport sur l’avenir des « maisons d’écrivains » en 1996.
En 1990, il devient vice-président du Conseil supérieur des bibliothèques, qu'il préside à partir de 1993. Parmi les actions menées par le Conseil, on peut évoquer la Charte des bibliothèques, publiée le 07 novembre 1991. Cette charte vient pallier, à l’époque, le manque de loi en France concernant les bibliothèques.
Enfin, il est chargé de la sous-direction de l'Inventaire général puis de la sous-direction de l'Architecture et du patrimoine au ministère de la Culture à partir de 1996 jusqu'à sa retraite. Entre 2003 et 2007, il restera actif comme président de la commission « recherche » de l’ENSSIB, ainsi que du Comité d’acquisition du patrimoine cinématographique.

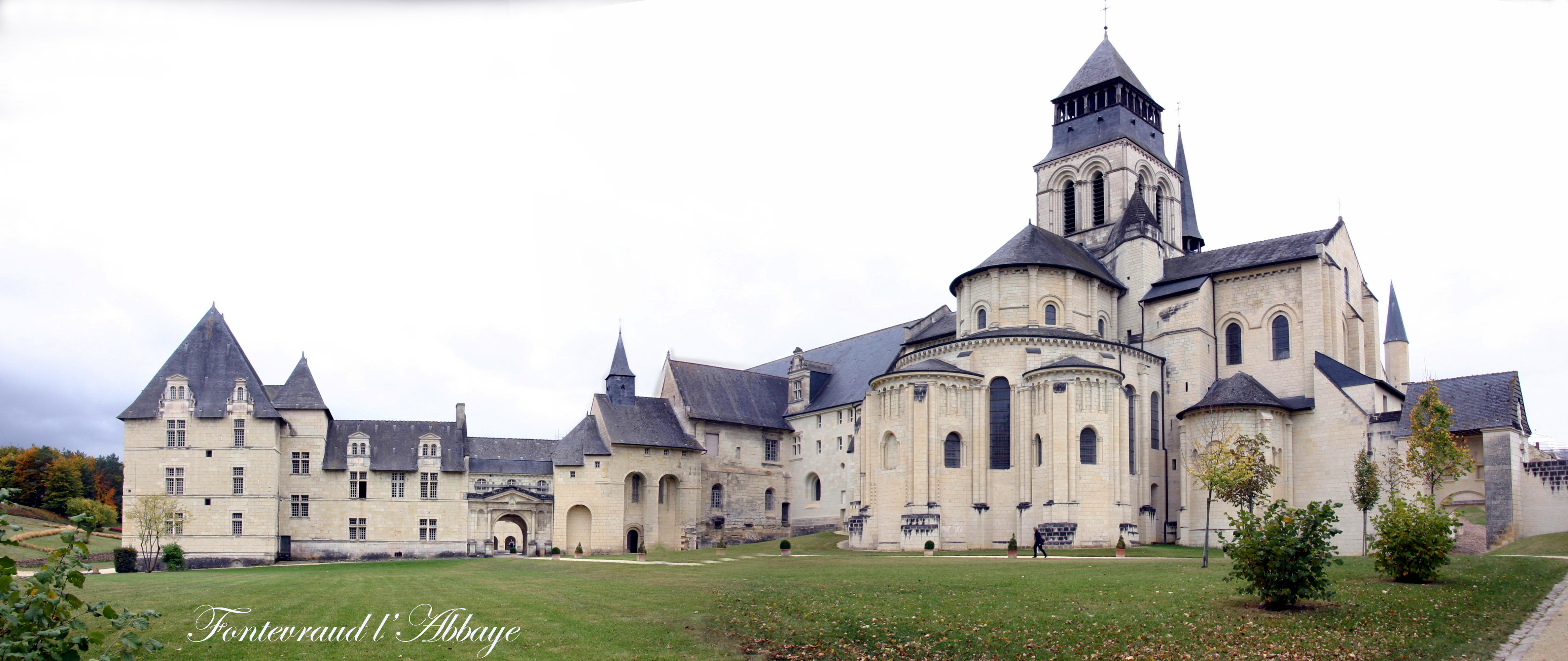
Vue de l'Abbaye de Fontevraud

## Publications
Outre des rapports officiels, des guides sur le Val-de-Loire et des catalogues d'exposition, Michel Melot est l'auteur d'ouvrages sur l'histoire de l'estampe, de romans et de réflexions sur le livre et les bibliothèques.
- L'Œil qui rit : le pouvoir comique des images, Fribourg, Office du livre ; Paris, Bibliothèque des arts, 1975
- L'Œuvre gravé de Goetz, Paris, éd. Art moderne, 1977
- Fontevrault, Paris, CLT, 1978
- L'Œuvre gravé de Boudin, Corot, Daubigny, Dupré, Jongkind, Millet, Théodore Rousseau, Paris, Arts et métiers graphiques, 1978
- Dubout, Paris, M. Trinckvel ; Monaco, A. Sauret, 1979
- L'Estampe, Genève, Skira, 1981
- L'Illustration, Genève, Skira, 1984
- Les Femmes de Toulouse-Lautrec, Paris : A. Michel, 1985
- Châteaux en Pays de Loire : architecture et pouvoir, Paris : la Bibliothèque des arts ; Genève : le Septième fou, 1988
- Propositions pour une grande bibliothèque : rapport au Premier ministre, Paris : La documentation française, (collections des rapports officiels), 1989, 166p.
- L'Abbaye du Val-sans-Retour, Paris, Séguier, 1990 (roman)
- L'Écriture de Samos, Paris, A. Michel, 1993 (roman)
- L'Estampe impressionniste, Paris, Flammarion, 1994
- Les Images dans les bibliothèques, Paris, Éd. du Cercle de la librairie, 1995 (en coll.)
- La Sagesse du Bibliothécaire, Paris, éd. du 81, 2004[10],[11]
- Livre, Paris, éd. du 81, 2006
- Une brève Histoire de l'Image, Paris, éd. du 81, 2007
- Demain, le livre, Paris : L’Harmattan, 2007, 203p.
- L’action culturelle en bibliothèque (2008)[12]
- Daumier : l'art et la République, Paris, les Belles lettres, 2008
- L'Estampe impressionniste. Trésors de la Bibliothèque nationale de France. de Manet à Renoir, avec Caroline Joubert et Valérie Sueur-Hermel, Paris, Somogy, 2010
- Mirabilia. Essai sur l'inventaire général du patrimoine culturel , Paris, Gallimard, 2012
- Une brève Histoire de l'Écriture, éd. du 81, 2015
- Histoire de l'abbaye de Fontevraud - Notre-Dame-des-pleurs 1101-1793, CNRS, 2022
- Des archives considérées comme une substance hallucinogène, Ecole nationale des chartes, 2023
- L'art du livre, Citadelles & Mazenod, 2023

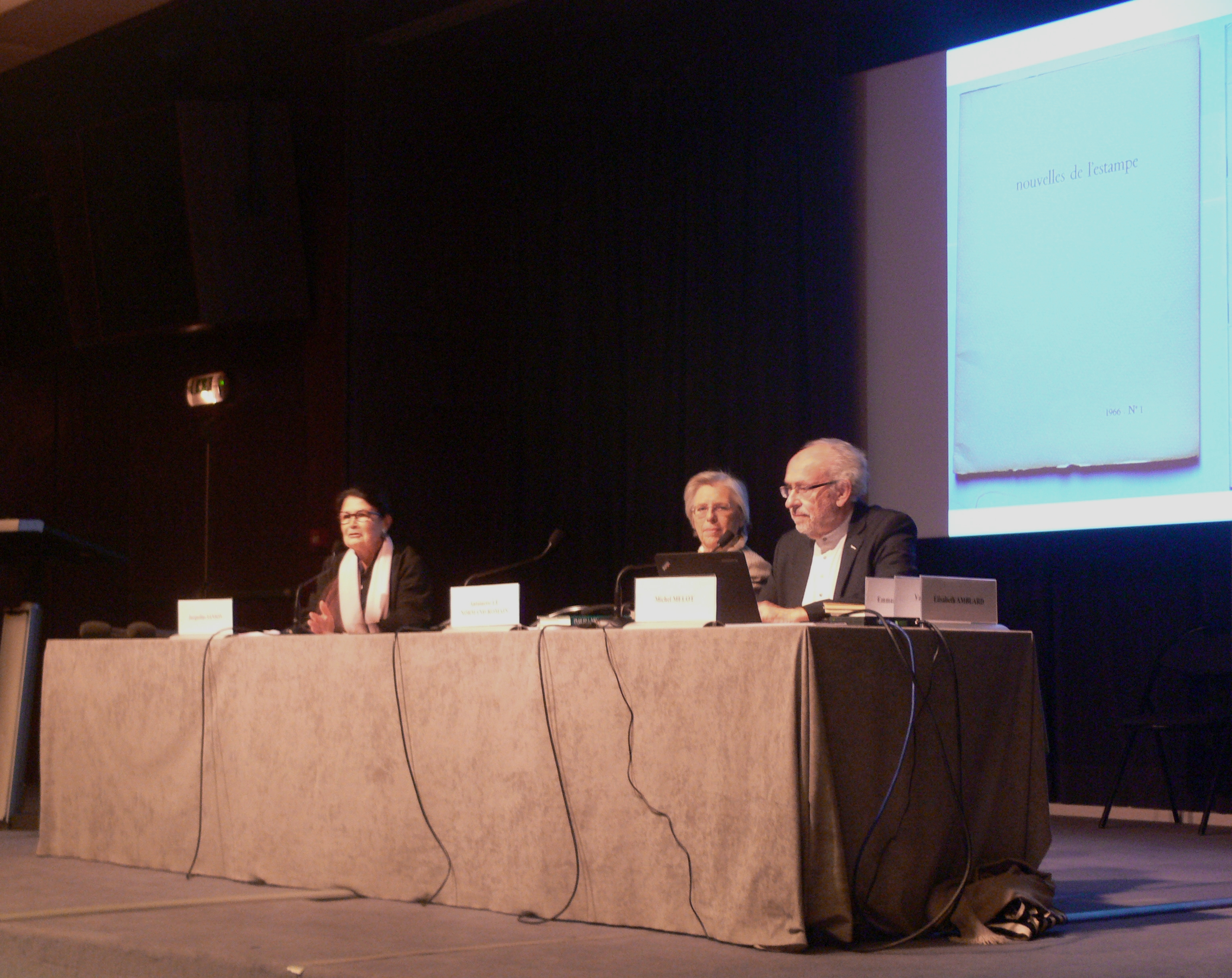
Michel Melot en 2013, lors de l'ouverture du colloque portant sur les 50 ans des Nouvelles de l'estampe